# République souveraine
 (mars 2024).
République souveraine est un parti politique français proche de l'extrême-droite, fondé le 23 mars 2019 à la suite d'une scission avec La France insoumise (LFI). Son président est Georges Kuzmanovic. Il s'est déclaré candidat à l'élection présidentielle de 2022 mais n'a pas réussi à réunir les 500 parrainages nécessaires.

## Histoire

### Rupture avec LFI
Georges Kuzmanovic, ancien secrétaire national du Parti de gauche, ancien conseiller de Jean-Luc Mélenchon sur les questions internationales et ancien militant de La France insoumise, à la suite d'un certain nombre de désaccords avec la direction du mouvement, est exclu de la liste de la France insoumise pour les élections européennes de 2019. Il décide alors de quitter définitivement la France insoumise en raison de trop grandes divergences idéologiques.
Le mouvement explique cette mise à l'écart en raison du fait que Kuzmanovic a « publiquement réitéré des propos considérant comme secondaires les luttes féministes et LGBT, alors qu'elles font partie intégrante de l'Avenir en commun. »

### Fondation de République Souveraine
Le 23 mars 2019, en collaboration avec différents experts dans leur domaine, il fonde le parti politique République Souveraine. Le programme a comme priorités la sortie de l’Union européenne et le retour à la souveraineté. Le parti s'inspire de Jean Jaurès aussi bien que de Charles de Gaulle et veut revenir aux principes du Conseil national de la Résistance. 
Ce projet se structure autour d'une lutte contre l'oligarchie financière et la mondialisation grâce à une reprise du contrôle de la France face aux institutions internationales, et notamment l'Union européenne, dans l'objectif d'organiser un État planificateur qui se chargera d'organiser la réindustrialisation du territoire et la transition écologique à travers une renationalisation de la filière énergétique et un réinvestissement dans la filière nucléaire. Le projet entend également renforcer la sécurité des Français, instaurer le référendum d'initiative citoyenne, réguler l'immigration économique ou encore rétablir un service national à composante militaire d'un an, obligatoire et mixte.

### Élections de 2022
Le 3 septembre 2021, Georges Kuzmanovic annonce présenter sa candidature à l'élection présidentielle de 2022. Il reçoit le soutien de Jacques Cheminade, ancien candidat aux élections présidentielles et président du parti Solidarité et progrès. Cependant, après plusieurs semaines de recherche des parrainages, il échoue à réunir les 500 nécessaires, ne parvenant à n'en réunir que 49.
Quelques semaines plus tard, aux élections législatives de 2022, le mouvement forme une alliance intitulée La Raison du peuple avec Solidarité et progrès et le parti bonapartiste Appel au peuple.

### Les Rencontres de la Souveraineté
Au cours de l'année 2023, République Souveraine se rapproche du mouvement Oser la France fondé par le vice-président des Républicains et ancien député Julien Aubert en vue de discuter de la possibilité de constituer une alliance entre souverainistes de gauche et de droite pour les élections européennes. Ils coorganisent à ce titre une réunion publique les 23 et 24 septembre 2023 Rencontres de la Souveraineté qui se tiennent à Nîmes.
Cette rencontre accueille de nombreuses personnalités souverainistes comme le prince Joachim Murat, l'ancien ministre Henri Guaino, Charlotte Girard l'une des cofondatrices du Parti de gauche, François Boulo avocat et figure du mouvement des Gilets jaunes et le chroniqueur, et président de France Souveraine, Guillaume Bigot,,. Diverses organisations se réclamant du souverainisme étaient présentes comme Appel au peuple ou encore l'Union des jeunes souverainistes (UJS).

## Programme
Le programme se structure autour de l'idée d'un mouvement visant à fédérer au-delà des clivages gauche-droite en invitant à mettre de côté « les divergences d'opinion sur des questions secondaires qui doivent cesser de diviser. » Il entend ainsi rassembler notamment des personnalités d'extrême droite telles que Florian Philippot ou Nicolas Dupont-Aignan.
Pendant la campagne de l'élection présidentielle, Georges Kuzmanovic met en avant un programme structuré autour d'une sortie de l'Union européenne, une politique de planification étatique et de réindustrialisation, du développement de l'énergie nucléaire et de la mise en place du référendum d'initiative citoyenne (RIC).

## Identité visuelle

### Logotypes officiels
La cocarde tricolore est utilisée comme symbole pour le logotype

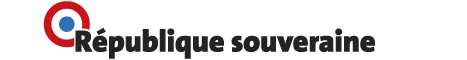
Logotype utilisé en 2019.
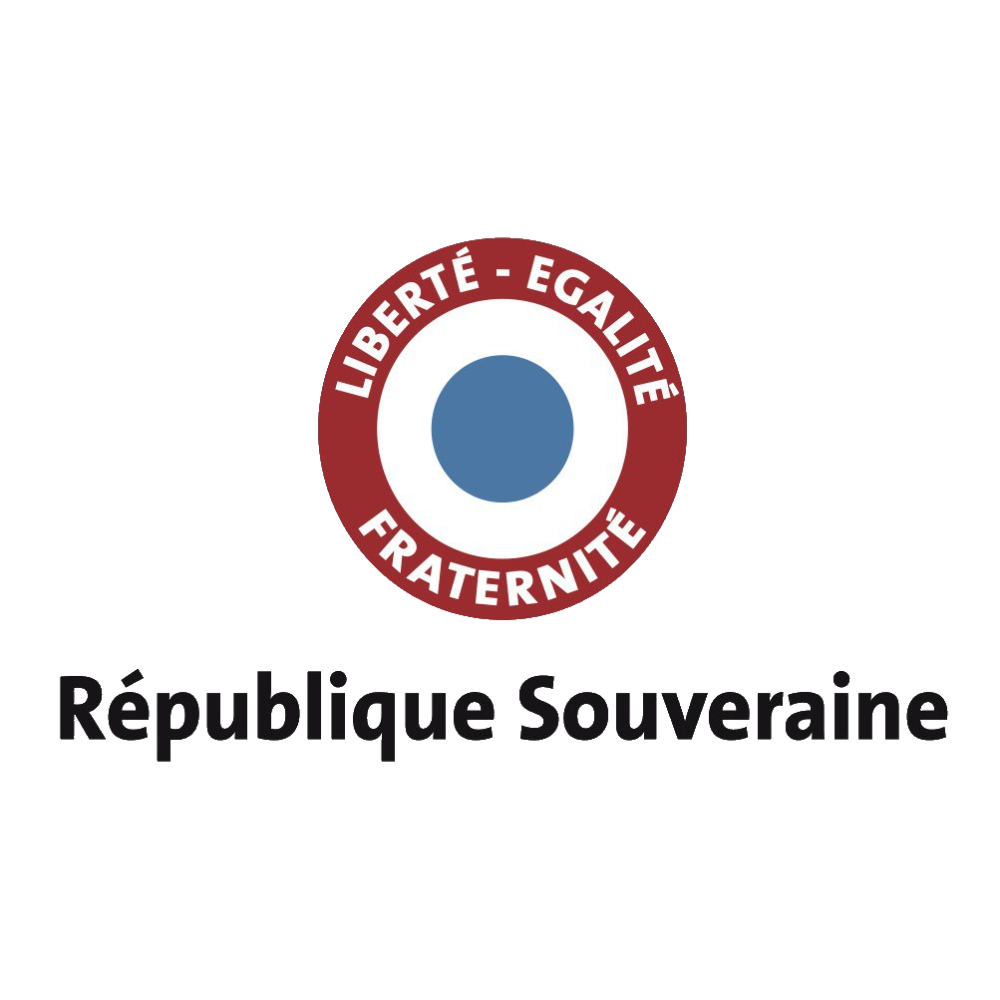
Logotype utilisé à partir de 2020.

### Exemples de visuel utilisé

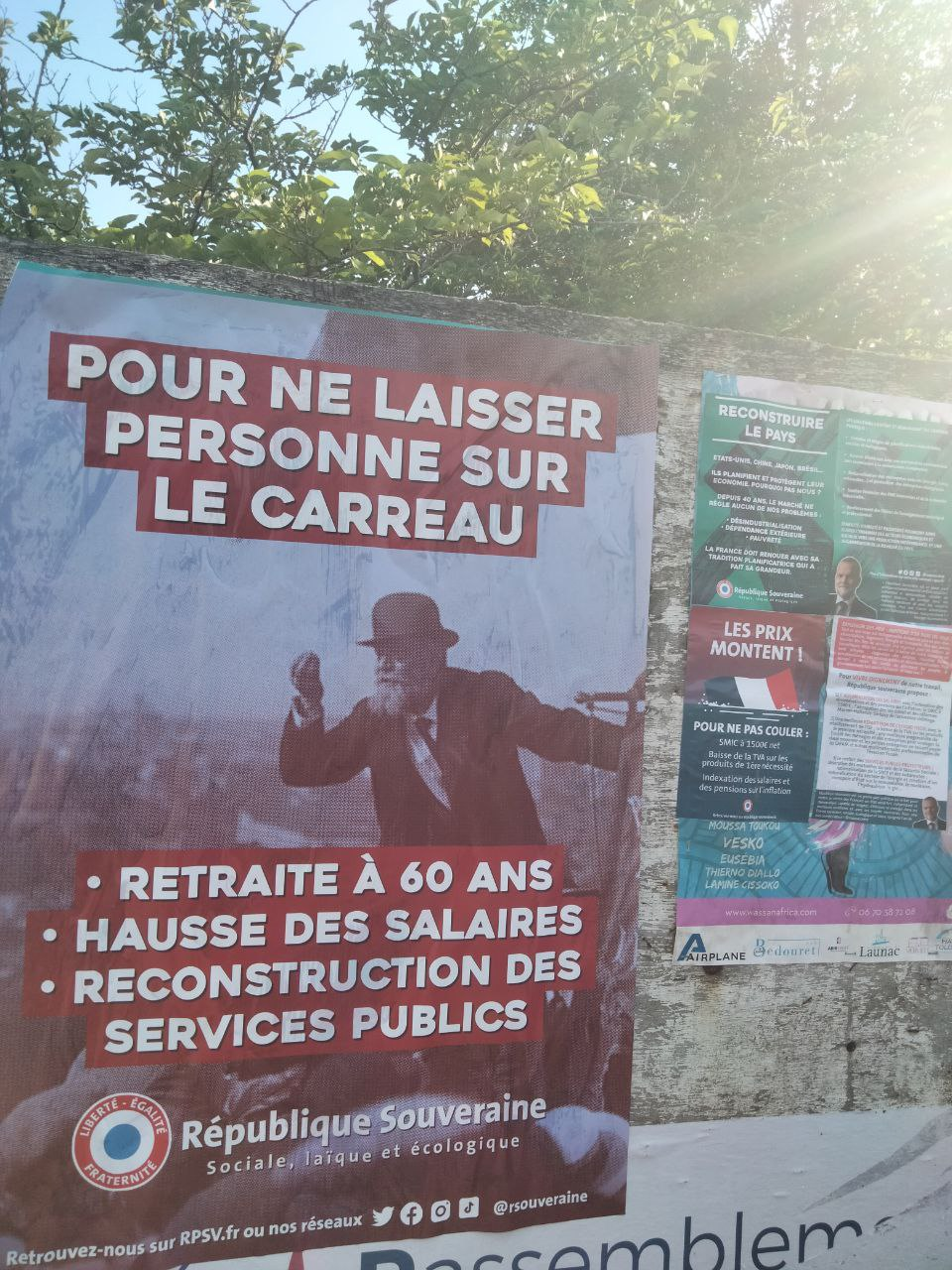
Affiche datant de 2023 au portrait de Jean Jaurès.
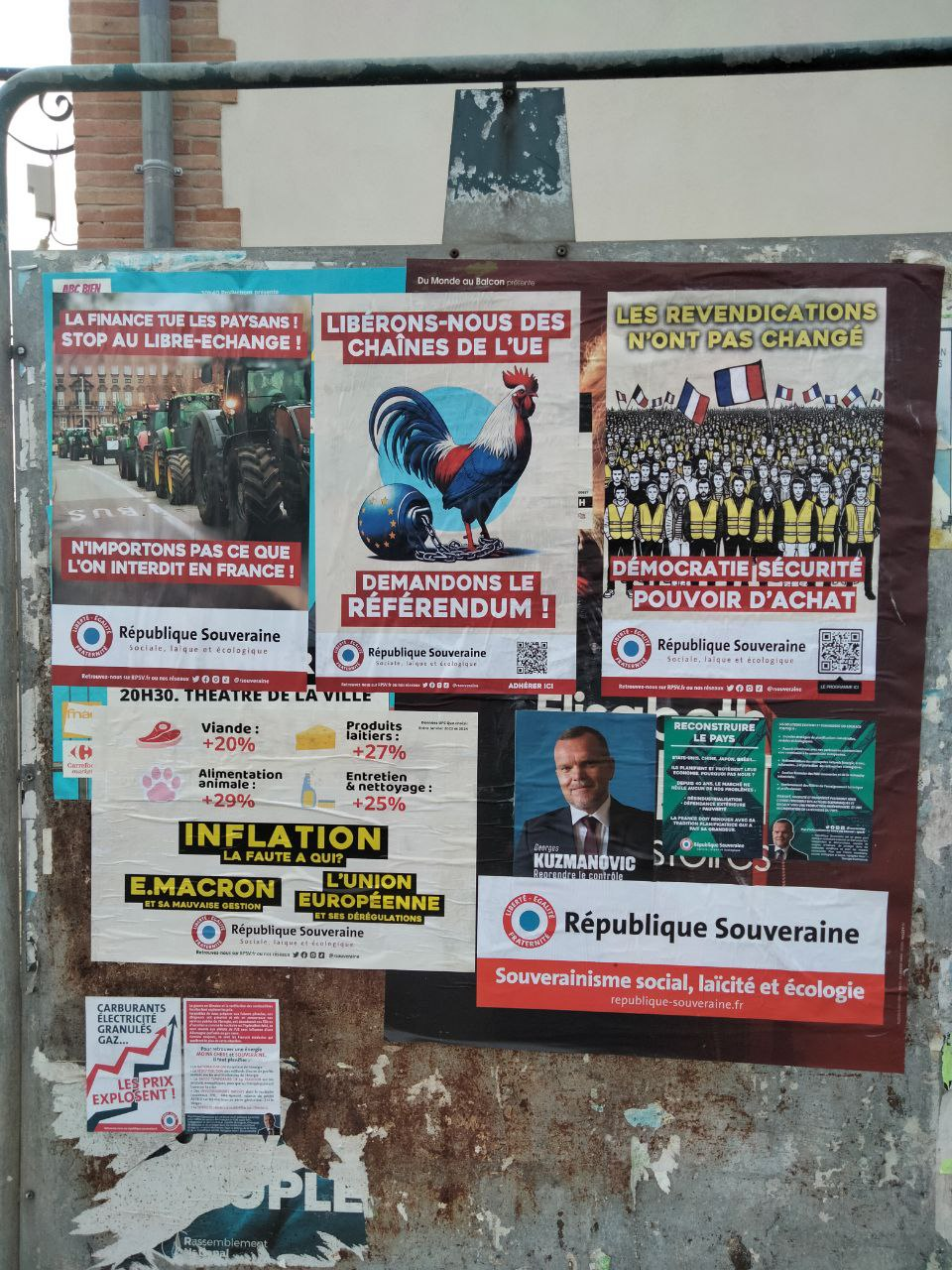
Multiples affiches datant de 2024[24].